# Balacobaco
Balacobaco é o 20º álbum de estúdio lançado pela brasileira Rita Lee em 2003. Ele possui doze faixas inéditas e é precedido pelo Aqui, Ali, em Qualquer Lugar, que possuía somente releituras dos clássicos dos Beatles. O disco foi produzido por nomes como Roberto de Carvalho e DJ Memê, e emplacou nas rádios brasileiras com a música Amor e Sexo.

## Recepção
Balacobaco é descrito pela crítica como "o melhor disco de Rita Lee nos últimos dez anos" e transforma-se imediatamente em mais um sucesso na carreira da cantora. Em pouco mais de um mês de lançamento, Balacobaco torna-se Disco de Ouro.
Para promover o seu novo disco de sucesso, Rita Lee sai em turnê estreando no Rio em janeiro de 2004 com grande sucesso de público e crítica. Lotando o Canecão, no Rio de Janeiro, por várias noites e abrindo diversas apresentações extras, a turnê seguiu para várias cidades brasileiras e estrangeiras, incluindo cidades como Lima, no Peru, Assunción, no Paraguai, Porto e Lisboa, em Portugal, e Nova Iorque e Boston, nos Estados Unidos. O show da turnê foi registrado em DVD e CD lançados no ano seguinte dentro da série MTV ao Vivo. O show, gravado em São Paulo, teve participações de Pitty e Zélia Duncan.
Balacobaco vendeu mais de 300 mil cópias até março de 2004, e ultrapassou 550 mil cópias vendidas em cópias físicas e digitais, tornando-se um dos maiores sucessos de Rita Lee.

## Presença em Trilhas Sonoras
Do álbum "Balacobaco", duas músicas entraram em trilhas sonoras de novelas. A primeira, "Amor e Sexo", foi incluída na trilha sonora nacional de "Celebridade", do Gilberto Braga, exibida pela TV Globo entre 2003/2004, como tema dos personagens Vladimir e Darlene, interpretados por Marcelo Faria e Deborah Secco. A segunda, "Tudo Vira Bosta", foi incluída na trilha sonora nacional de "Senhora do Destino", do Aguinaldo Silva, também da TV Globo entre 2004/2005, como tema do personagem Giovanni Improtta, interpretado por José Wilker.

## Lista de faixas
| N.º | Título             | Compositor(es)                                   | Duração |  |
| 1.  | "Amor e Sexo"      | Rita Lee Roberto de Carvalho Arnaldo Jabor       | 03:38   |  |
| 2.  | "A Fulana"         | Lee de Carvalho                                  | 03:48   |  |
| 3.  | "As Mina de Sampa" | Lee de Carvalho                                  | 03:41   |  |
| 4.  | "Copacabana Boy"   | Lee de Carvalho                                  | 03:46   |  |
| 5.  | "Balacobaco"       | Lee de Carvalho                                  | 04:36   |  |
| 6.  | "Já Te Falei"      | Arnaldo Antunes Carlinhos Brown Marisa Monte     | 03:32   |  |
| 7.  | "Nave Terra"       | Lee de Carvalho                                  | 04:14   |  |
| 8.  | "A Gripe do Amor"  | Lee de Carvalho                                  | 04:18   |  |
| 9.  | "Tudo Vira Bosta"  | Moacyr Franco                                    | 03:43   |  |
| 10. | "Eu e Mim"         | Lee de Carvalho                                  | 03:06   |  |
| 11. | "Over the Rainbow" | Harold Arlen E.Y. Harburg                        | 03:43   |  |
| 12. | "Hino dos Malucos" | Alexandre Machado Fernanda Young Lee de Carvalho | 04:18   |  |